# Tyger Drew-Honey
Lindzi James Tyger Drew-Honey (Epsom, 26 gennaio 1996) è un attore britannico conosciuto per aver interpretato il ruolo di Jake Brockman nella sitcom britannica Outnumbered.

## Biografia
Tyger è figlio del regista e attore ed ex-porno star Simon James Honey, meglio conosciuto come Ben Dover, e Linzi Drew, attrice, modella, editrice della rivista Penthouse in Inghilterra.

### Carriera da attore
Tyger Drew-Honey è stato candidato come Best Male Newcomer' ai 2009 British Comedy Awards per aver interpretato il ruolo di Jake in Outnumbered, ma il premio è andato a Charlie Brooker. Ha fatto più di 200 voci fuori campo per TV e radio, ed è stato la voce di Lester nella nota serie televisiva animata per bambini The Large Family . Ha anche recitato nel suo primo film Horrid Henry: The Movie nel ruolo del presuntuoso Steve (cugino di Henry) nel 2011. Tyger è attualmente un presentatore nello spettacolo Friday Download per la CBBC ed è anche apparso come se stesso in una serie di spettacoli come The Big Performance, The One Show, Friday Night con Jonathan Ross, National Television Awards e Children in Need.
Tyger ha fornito la voce fuori campo per diverse pubblicità televisive. Tra queste una per la Red Bull e una per la Dell.

### Carriera musicale
Nell'ottobre 2011 Tyger e i co-protagonisti della serie Outnumbered, Daniel Roche e Ramona Marquez, hanno registrato la hit di successo The Monkees per raccogliere fondi per una campagna di beneficenza della BBC Children in Need. Un video musicale che vede Tyger eseguire la canzone con Daniel e Ramona sul set di Outnumbered numerica apparso nel programma Children in Need è stato pubblicato su YouTube il 18 novembre 2011.
Tyger è un batterista esperto, dopo aver iniziato a suonare la batteria all'età di 7 anni. Suona anche la chitarra acustica ed elettrica, nonché la tastiera.

## Filmografia

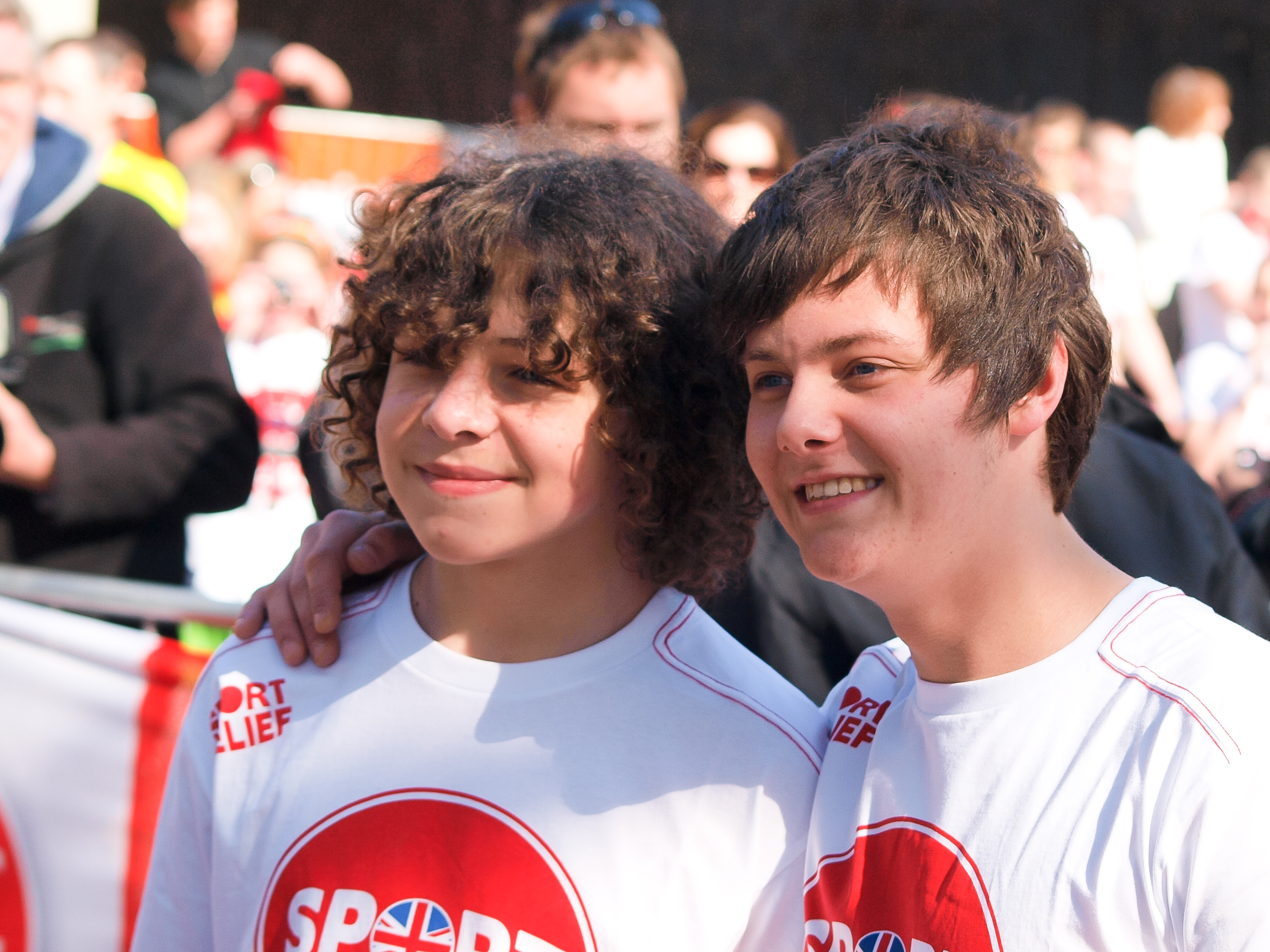
Tyger Drew-Honey e l'attore Daniel Roche allo Sport Relief 2012.

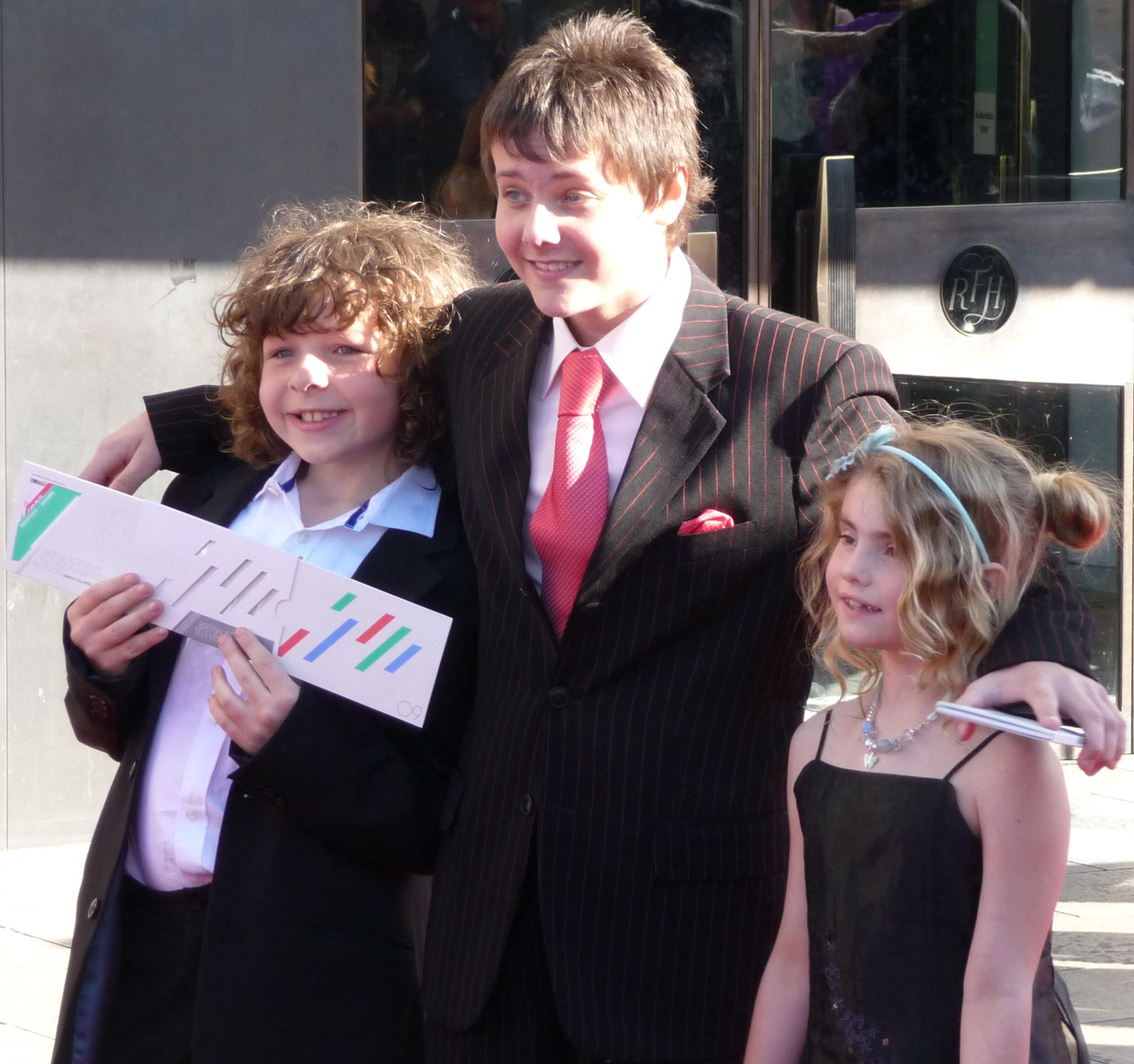
Tyger Drew-Honey, Daniel Roche e Ramona Marquez.

| Anno          | Titolo                        | Ruolo           | Note                                               |
| ------------- | ----------------------------- | --------------- | -------------------------------------------------- |
| 2006          | Large Family                  | Lester Large    | Serie Televisiva - Stagione 2                      |
| 2007–2010     | The Armstrong and Miller Show | Vari personaggi | Serie Televisiva - Stagioni 1-3                    |
| 2007–presente | Outnumbered                   | Jake Brockman   | Serie Televisiva                                   |
| 2009          | Doctors                       | Tom Barry       | Much Ado About Something. Stagione 11, Episodio 12 |
| 2011–presente | Friday Download               | Se stesso       |                                                    |
| 2011          | Horrid Henry: The Movie       | Steve           | Film Commedia Familiare in 3D                      |
| 2012          | The Ministry of Curious Stuff | Mr. Lovett      | serie Televisiva - Stagione 1                      |
| 2012          | The Magicians                 | Se stesso       | Serie Televisiva - Stagione 2, Episodio 1          |
| 2012          | Cuckoo                        | Dylan           | Serie Televisiva - Stagione 1                      |
| 2012          | Threesome                     | Chris Silverson | Serie Televisiva - Stagione 2, Episodio 1          |
| 2013          | Horrid Henry 2: The Movie     | Steve           | Film Commedia Familiare in 3D                      |

## Radio
| Anno | Titolo                    | Ruolo         | Stazione    | Note                   |
| ---- | ------------------------- | ------------- | ----------- | ---------------------- |
| 2010 | All the Blood in My Veins | Paolo         | BBC Radio 4 | Afternoon Play         |
| 2012 | Mr Blue Sky               | Robbie Easter | BBC Radio 4 | Radio Sitcom - Serie 2 |

## Premi e riconoscimenti
| Anno | Evento                | Award                | Categoria                 | Lavoro      | Risultato   |
| ---- | --------------------- | -------------------- | ------------------------- | ----------- | ----------- |
| 2009 | British Comedy Awards | British Comedy Award | Best Male Comedy Newcomer | Outnumbered | Candidato/a |